# Miridiba sinensis
Miridiba sinensis är en skalbaggsart som beskrevs av Hope 1845. Miridiba sinensis ingår i släktet Miridiba och familjen Melolonthidae. Inga underarter finns listade i Catalogue of Life.